# 強恂
強恂（？—？），號九行，南直隸常州府無錫縣人，明末清初政治人物。

## 生平
崇禎十五年（1642年）壬午科中式應天鄉試第八十一名舉人，崇禎十六年（1643年）癸未科會試第七十五名，三甲一百名進士，都察院觀政，十七年授浙江富陽縣知縣，弘光元年（1645年）調仁和縣。

## 家族
曾祖强鲸。祖父强敏功。父强用，序班。